# Dell Hymes
Dell Hathaway Hymes (Portland, 7 giugno 1927 – Charlottesville, 13 novembre 2009) è stato un antropologo statunitense.

## Biografia
Laureatosi nel 1950, insegnò presso l'università di Harvard dal 1955 al 1960, e dal 1960 al 1965 all'università di Berkeley; successivamente passò al dipartimento di antropologia presso l'università della Pennsylvania dove divenne professore. Si occupò fra l'altro di folklore e sociolinguistica, specialmente del Nordest del Pacifico.
Dell Hymes mise a punto un dispositivo mnemonico (speaking) per descrivere gli elementi che compongono qualsiasi discorso.
(S=Situation, P=participants, E=ends, A=acts, K=keys, I=Instruments, N=norms, G=genres)
| Controllo di autorità | VIAF (EN) 71410639 · ISNI (EN) 0000 0001 0913 6033 · SBN TO0V028613 · LCCN (EN) n50030390 · GND (DE) 121099407 · BNF (FR) cb120550580 (data) · J9U (EN, HE) 987007279751005171 · NSK (HR) 000237414 · NDL (EN, JA) 00444148 · CONOR.SI (SL) 53105251 |